# Liste der Kulturdenkmäler in Bockenau
In der Liste der Kulturdenkmäler in Bockenau sind alle Kulturdenkmäler der rheinland-pfälzischen Ortsgemeinde Bockenau aufgeführt. Grundlage ist die Denkmalliste des Landes Rheinland-Pfalz (Stand: 2. August 2023).

## Einzeldenkmäler
| Bezeichnung                       | Lage                                                       | Baujahr         | Beschreibung                                                                       | Bild                           |
| --------------------------------- | ---------------------------------------------------------- | --------------- | ---------------------------------------------------------------------------------- | ------------------------------ |
| Backhaus                          | Mainzer Straße Lage                                        | 1923            | ehemaliges Backhaus; klassizierender Bossenquaderbau, 1923                         | BW                             |
| Wohnhaus                          | Mainzer Straße 9 Lage                                      | 18. Jahrhundert | barockes Fachwerkhaus, teilweise massiv, 18. Jahrhundert                           | BW                             |
| Rathaus                           | Rathaustorstraße 1 Lage                                    | 1846            | historisierender Putzbau mit ehemaligem Spritzenraum, bezeichnet 1846              | Fotos hochladen                |
| Katholische Kirche St. Laurentius | Waldböckelheimer Straße Lage                               | 1905            | romanisierender Saalbau, 1905                                                      | weitere Bilder Fotos hochladen |
| Kreuz                             | Waldböckelheimer Straße, nördlich der Kirche Lage          | 1892            | Sandstein-Kruzifix, bezeichnet 1892                                                | Fotos hochladen                |
| Kriegerdenkmal                    | Waldböckelheimer Straße, auf dem Friedhof Lage             | 1923            | Arkadenhalle mit Soldatenfigur, 1923                                               | Fotos hochladen                |
| Spolie                            | Winterburger Straße, an Nr. 3 Lage                         | 18. Jahrhundert | Schlussstein, 18. Jahrhundert                                                      | BW                             |
| Haus Hay                          | Winterburger Straße 12 Lage                                | um 1900         | Fachwerkhaus, teilweise massiv, teilweise verschiefert, um 1900                    | BW                             |
| Evangelisches Pfarrhaus           | Winterburger Straße 21 Lage                                | 1766            | spätbarocker Krüppelwalmdachbau, bezeichnet 1766                                   | BW                             |
| Evangelische Pfarrkirche          | Winterburger Straße, zu Nr. 21 Lage                        | 1748            | barocker Saalbau, bezeichnet 1748; Westturm, Kreisbaumeister Ludwig Behr           | weitere Bilder Fotos hochladen |
| Wohnhaus                          | Winterburger Straße 23 Lage                                | 18. Jahrhundert | barockes Fachwerkhaus, teilweise massiv, 18. Jahrhundert                           | Fotos hochladen                |
| Kreuz                             | Winterburger Straße, bei Nr. 25 Lage                       | 1903            | spätgründerzeitliches Sandstein-Kruzifix, bezeichnet 1903                          | Fotos hochladen                |
| Wohnhaus                          | Winterburger Straße 34/36 Lage                             | um 1880         | ehemalige katholische Schule; villenartiges spätklassizistisches Wohnhaus, um 1880 | Fotos hochladen                |
| Wohnhaus                          | Winterburger Straße 38/40 Lage                             | um 1830/40      | ehemalige evangelische Schule; spätklassizistischer Putzbau, um 1830/40            | BW                             |
| Wegweiser                         | östlich des Ortes an der L 237 Lage                        | um 1820         | klassizistischer Sandstein-Obelisk, um 1820                                        | BW                             |
| Wegweiser                         | nördlich des Ortes an der Kreuzung von L 108 und K 23 Lage | um 1820         | klassizistischer Sandstein-Obelisk, um 1820                                        | Fotos hochladen                |